# Юньчжоу
Юньчжо́у (кит. упр. 云州, пиньинь Yúnzhōu) — район городского подчинения городского округа Датун провинции Шаньси (КНР).

## История
При империи Ляо в 1048 году из уезда Юньчжун (云中县) был выделен уезд Датун (大同县). Название уезда происходило от названия военного округа, который в свою очередь был назван в честь реки, в настоящее время находящейся на территории автономного района Внутренняя Монголия. При правлении монголов в 1265 году уезд Юньчжун был присоединён к уезду Датун.
После образования КНР уезд Датун был включён в состав провинции Чахар. В 1952 году провинция Чахар была расформирована, и уезд был передан в провинцию Шаньси, оказавшись в составе Специального района Ябэй (雁北专区). В 1954 году уезд Датун был объединён с уездом Хуайжэнь в уезд Дажэнь (大仁县). В 1958 году уезд Дажэнь перешёл под юрисдикцию города провинциального подчинения Датун.
В 1964 году уезд Датун был воссоздан. В 1965 году уезд был вновь передан в состав Специального района Ябэй. В 1970 году Специальный район Ябэй был переименован в Округ Ябэй (雁北地区). В 1971 году правление уезда перебралось из города Датун в посёлок Сипин. В 1993 году округ Ябэй был расформирован, и уезд вошёл в состав городского округа Датун.
9 февраля 2018 года решением Госсовета КНР уезд Датун был преобразован в район городского подчинения Юньчжоу.

## Административное деление
Район делится на 3 посёлка и 7 волостей.